# جون غرين (لاعب كرة قدم أمريكية)
جون غرين (بالإنجليزية: John Green)‏ هو لاعب كرة قدم أمريكية أمريكي، ولد في 14 أكتوبر 1921 في هاستينغ في الولايات المتحدة، وتوفي في 6 مارس 1989 في مقاطعة بالم بيتش في الولايات المتحدة.

## وصلات خارجية
- جون غرين على موقع مرجع كرة القدم المحترفة.كوم (الإنجليزية)